# رافع الشتيوي

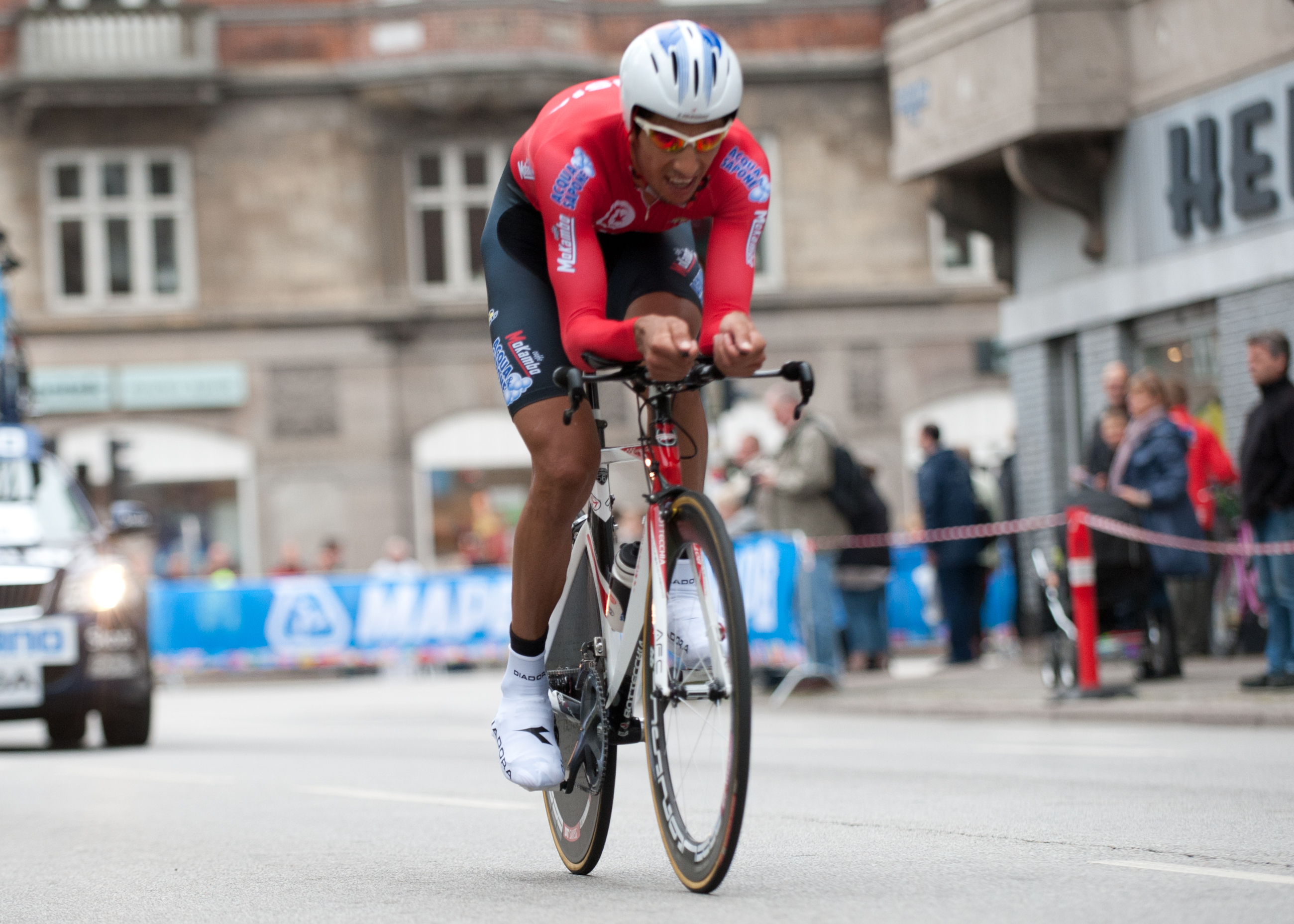
رافع الشتيوي أثناء بطولة العالم لسباق الدراجات على الطريق 2011.

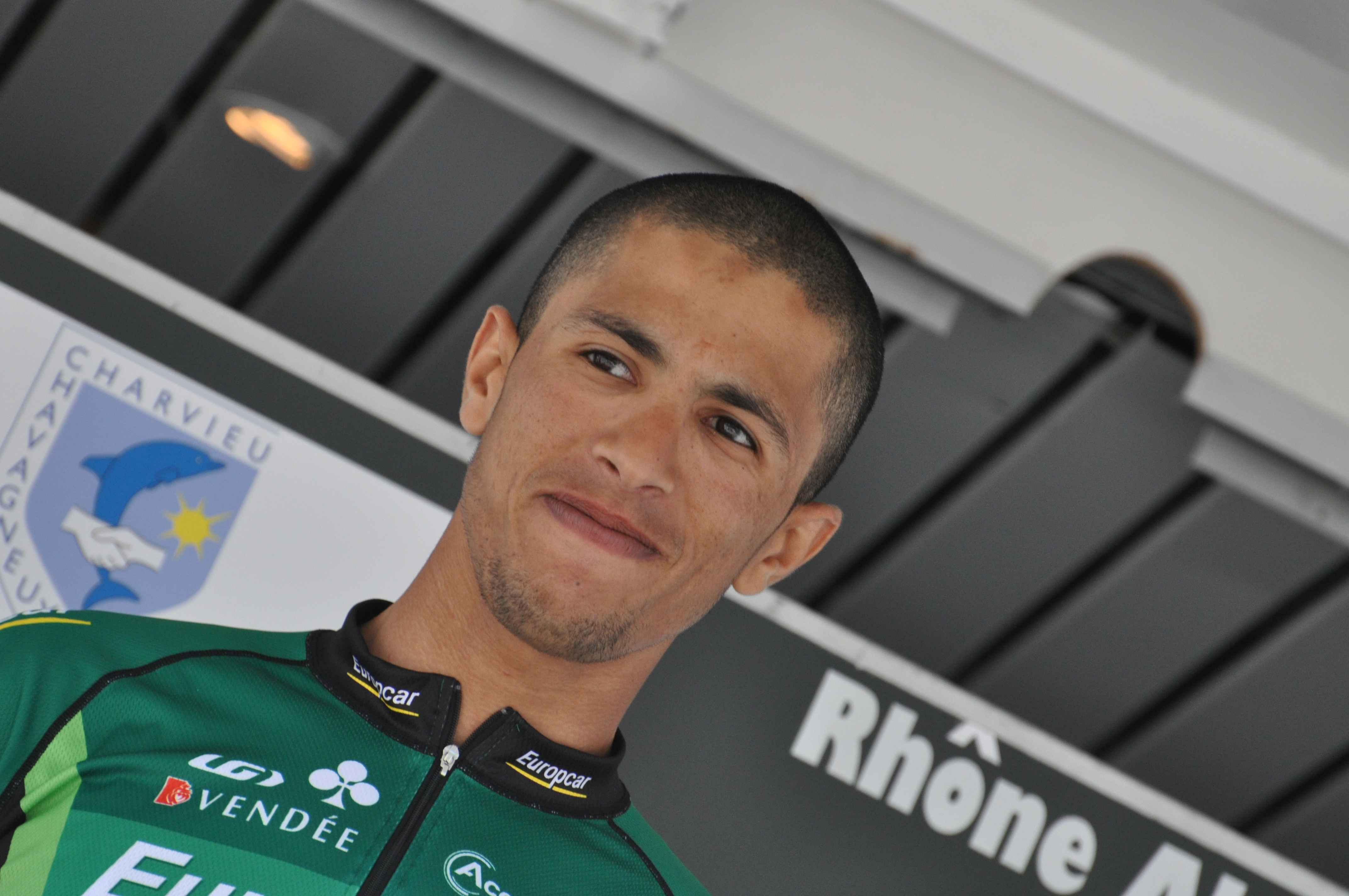
رافع الشتيوي.

رافع الشتيوي (بالفرنسية: Rafaâ Chtioui) ولد في 26 يناير 1986 هو دراج تونسي، أقام مسيرته على سباق الدراجات على الطريق، وينتمي حاليا إلى فريق سكاي دايف دبي للدراجات الهوائية.

فاز ب5 ميداليات ذهبية في البطولة العربية لسباق الدراجات على الطريق، وكان 6 مرات بطل تونس لسباق الدراجات على الطريق، كذلك فاز بمرحلة واحدة من طواف أفنير في 2007 (Tour de l'Avenir).

## السيرة الذاتية
مثل الشتيوي بلاده في الألعاب الأولمبية الصيفية 2008 في سباق الدراجات الهوائية. إنتهى في هذه الدورة في المرتبة 87 ب39 دقيقة و15 ثانية بعد الفائز الإسباني صمويل سانتشيث. إنضم في 2010 الفريق الإيطالي أكوا سابون.

هو أول دراج تونسي محترف في أوروبا منذ علي النفاتي.

في 2010، شارك في سباق باريس روبيه وأنهاه.

في 2012، إنضم لفريق ديركت إنيرجيه (سابقا أوروبكار). شارك مجددا في سباق باريس روبيه ولكن غادره قبل النهاية.

في 2014، إنضم لفريق سكاي دايف دبي.

سيمثل تونس في الألعاب الأولمبية الصيفية 2016 التي ستقام في ريو دي جانيرو في البرازيل.

## النتائج
2004
- ميدالية فضية في بطولة العالم لسباق الدراجات على الطريق للناشئين 2004.
- المركز الثاني في سيار لوا (Sierre-Loye).

2005
- جائزة فان فالوتون (Prix des Vins Valloton).
- الميدالية الفضية في بطولة أفريقيا لسباق الدراجات على الطريق.

2006
- المرحلة الثالثة من طواف المغرب.

2007
- بطل سباق الطريق ضد الساعة في البطولة العربية لسباق الدراجات على الطريق.
- الميدالية الذهبية في سباق الطريق ضد الساعة في دورة الألعاب العربية 2007.
- المرحلة الأولى من طواف مصر.
- المرحلة الأولى من طواف بايي دو سافوا.
- المرحلة الرابعة من طواف المغرب.
- المرحلة الخامسة من طواف أفنير.
- المرحلة الثالثة من طواف المطارات.

2008
- جائزة الخور الدولية الكبرى.
- المركز الثاني في كأس محافظ ملقا.

2009
- بطل سباق الطريق ضد الساعة في البطولة العربية لسباق الدراجات على الطريق.
- بطل سباق الطريق ضد الساعة للفرق في البطولة العربية لسباق الدراجات على الطريق (مع كريم الجندوبي وأحمد المرايحي وماهر الحسناوي).
- المرحلة الثانية من طواف سينغكاراك.
- المرحلة الخامسة من طواف صربيا.

2010
- بطل البطولة العربية لسباق الدراجات على الطريق.
- بطل سباق الطريق ضد الساعة في البطولة العربية لسباق الدراجات على الطريق.
- بطل تونس لسباق الدراجات على الطريق

2011
- الميدالية الذهبية في سباق الطريق ضد الساعة في دورة الألعاب العربية 2011.

2012
- الميدالية الفضية في بطولة أفريقيا ضد الساعة للفرق لسباق الدراجات على الطريق.
- المركز الثاني في رو تورانجال (Roue tourangelle).
- المركز الثالث في روند دو لواز (Ronde de l'Oise).
- المركز السادس في بطولة أفريقيا ضد الساعة لسباق الدراجات على الطريق.

2013
- بطل تونس لسباق الدراجات على الطريق.
- بطل تونس ضد الساعة لسباق الدراجات على الطريق.
- بطل تحدي الأمير في فئة كأس الذكرى.
- المركز الثاني في تحدي الأمير في فئة الكأس الأميري.

2014
- بطل تونس لسباق الدراجات على الطريق.
- بطل جولة في ماليزيا، ومتصدر المرحلة الأولى.

2015
- بطل تونس لسباق الدراجات على الطريق.
- بطل تونس ضد الساعة لسباق الدراجات على الطريق.
- بطل تروبيكال أميسا بونغو، ومتصدر المرحلة الأولى والثانية.
- المرحلة الثانية من طواف اليابان.
- المرحلة الرابعة من طواف بحيرة تايهو.

### سباقات أو مراحل فاز بها
| التاريخ        | السباق                                                     | المركز                  |
| -------------- | ---------------------------------------------------------- | ----------------------- |
| 01 يناير 2004  | 2004 UCI Road World Championships – Junior men's road race | المركز الثاني           |
| 06 ديسمبر 2005 | 2005 African Road Cycling Championships Men ITT            | المركز الثاني           |
| 20 يوليو 2008  | Melaka Governor Cup 2008                                   | المركز الثاني           |
| 13 ديسمبر 2008 | International Grand Prix Al-Khor 2008                      | الفائز في التصنيف العام |
| 01 يناير 2012  | 2012 Ronde de l'Oise                                       | المركز الثالث           |
| 01 يناير 2012  | لا رو تورانجيل 2012                                        | المركز الثاني           |
| 31 مارس 2012   | فولتا ليمبورغ الكلاسيكي 2012                               | العاشر في التصنيف العام |
| 10 مايو 2013   | Challenge du Prince-Trophée Princier 2013                  | المركز الثاني           |
| 11 مايو 2013   | Challenge du Prince-Trophée de l'Anniversaire 2013         | الفائز في التصنيف العام |
| 17 ديسمبر 2014 | طواف ماليزيا 2014                                          | الفائز في التصنيف العام |
| 01 يناير 2015  | طواف إفريقيا للدراجات 2015                                 | المركز الثالث           |
| 22 فبراير 2015 | لا تروبيكال أميسا بونغو 2015                               | الفائز في التصنيف العام |

## التصنيف الدولي
| السنة            | 2006 | 2007 | 2008 | 2009 | 2010 | 2011 | 2012 | 2013 | 2014 | 2015 |
| ---------------- | ---- | ---- | ---- | ---- | ---- | ---- | ---- | ---- | ---- | ---- |
| UCI طواف أفريقيا | 69   | 23   | 38   |      | 36   |      |      | 5    | 46   | 4    |
| UCI طواف آسيا    |      |      | 57   | 14   |      |      |      |      | 51   |      |
| UCI طواف أوروبا  |      | 967  | 1217 | 942  | 280  | 874  | 231  |      |      |      |

## روابط خارجية
- رافع الشتيوي على موقع الاتحاد الدولي للدراجات (الإنجليزية)
- رافع الشتيوي على موقع أرشيف الدراجات (الإنجليزية)
- رافع الشتيوي على موقع إحصائيات الدراجات الإحترافية (الإنجليزية)
- رافع الشتيوي على موقع نسبة الدراجات (الإنجليزية)
- رافع الشتيوي على موقع أوليمبيديا (الإنجليزية)

- صفحة رافع الشتيوي على موقع siteducyclisme.net.
- نتائج رافع الشتيوي على موقع cqranking.com.